# Mausoleo romano (Córdoba)
Los monumentos funerarios de la Puerta de Gallegos son dos mausoleos romanos construidos en el siglo I en la ciudad de Córdoba, España, a ambos lados de la calzada que unía esta ciudad e Hispalis (Sevilla), la Via Augustea.  Actualmente se conservan in situ en los Jardines de la Victoria de Córdoba, lo que sería la antigua puerta de Gallegos.

## Historia

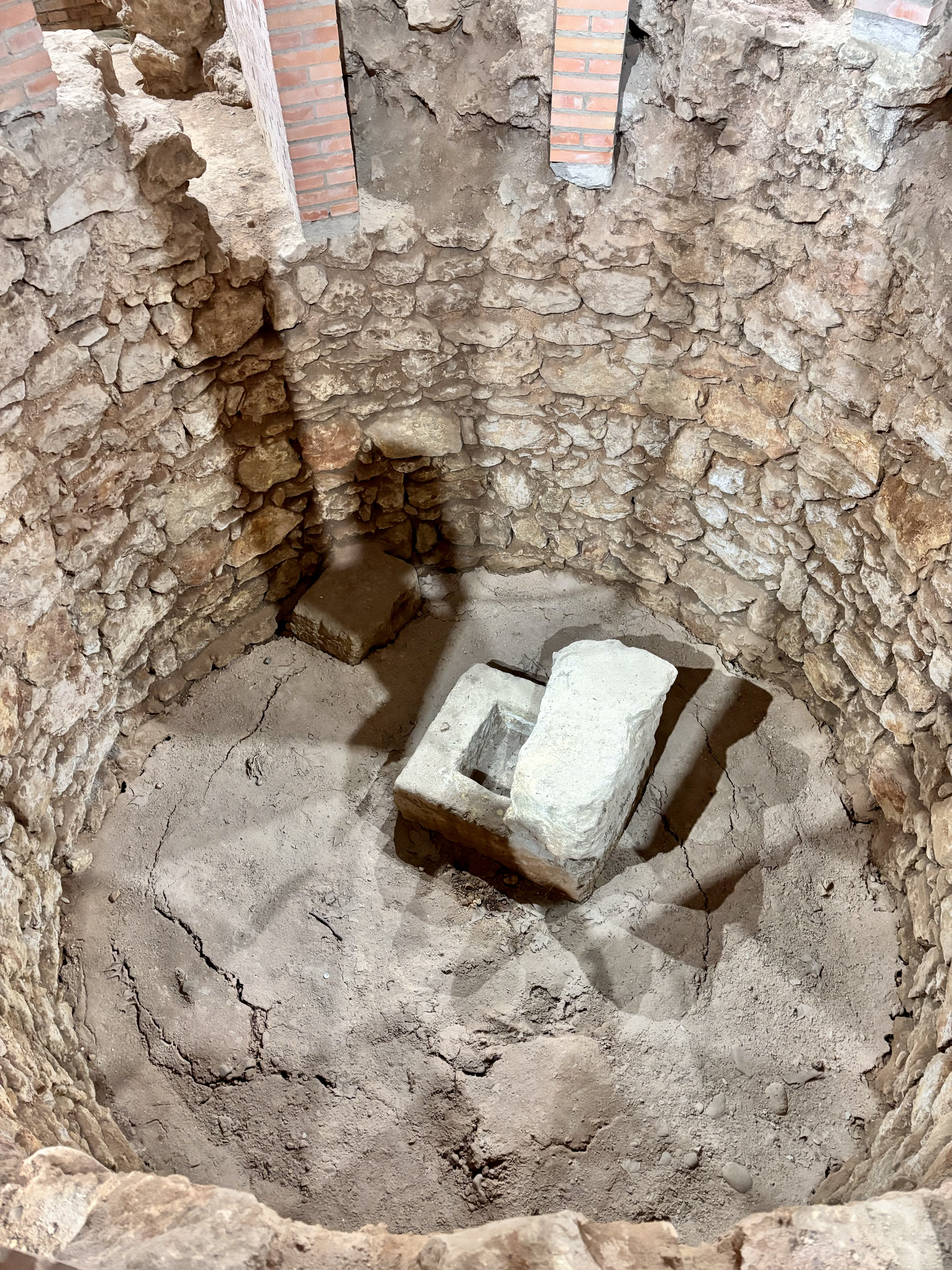
Interior del mausoleo romano con la urna funeraria vacía.

Los mausoleos fueron construidos en una necrópolis preexistente que ya había sido objeto de una fase de monumentalización en época augustea. Durante el reinado del emperador Tiberio (14-37 d. C.), se construiría el Mausoleo Norte, última morada de algún patricio desconocido. El Mausoleo Sur estaría destinado a los ancestros y familiares de dicho patricio, constituyendo un columbario. Esta necrópolis reduce su perímetro a mediados del siglo I a favor de un barrio residencial a la sombra del anfiteatro de Corduba. A finales del siglo III, tras el abandono de esta zona residencial, se recuperará la antigua función funeraria del lugar.
Los restos fueron descubiertos en el año 1993 durante la realización de unas catas arqueológicas, procediéndose a su reconstrucción siguiendo patrones originales. Aunque en 2021 la Universidad de Córdoba propuso abrir el monumento al público los sábados y domingos en convenio con el Ayuntamiento de Córdoba, este convenio fue rechazado un año más tarde. No fue hasta septiembre de 2024 cuando comenzaron las primeras visitas guiadas en convenio con una empresa privada.

## Descripción

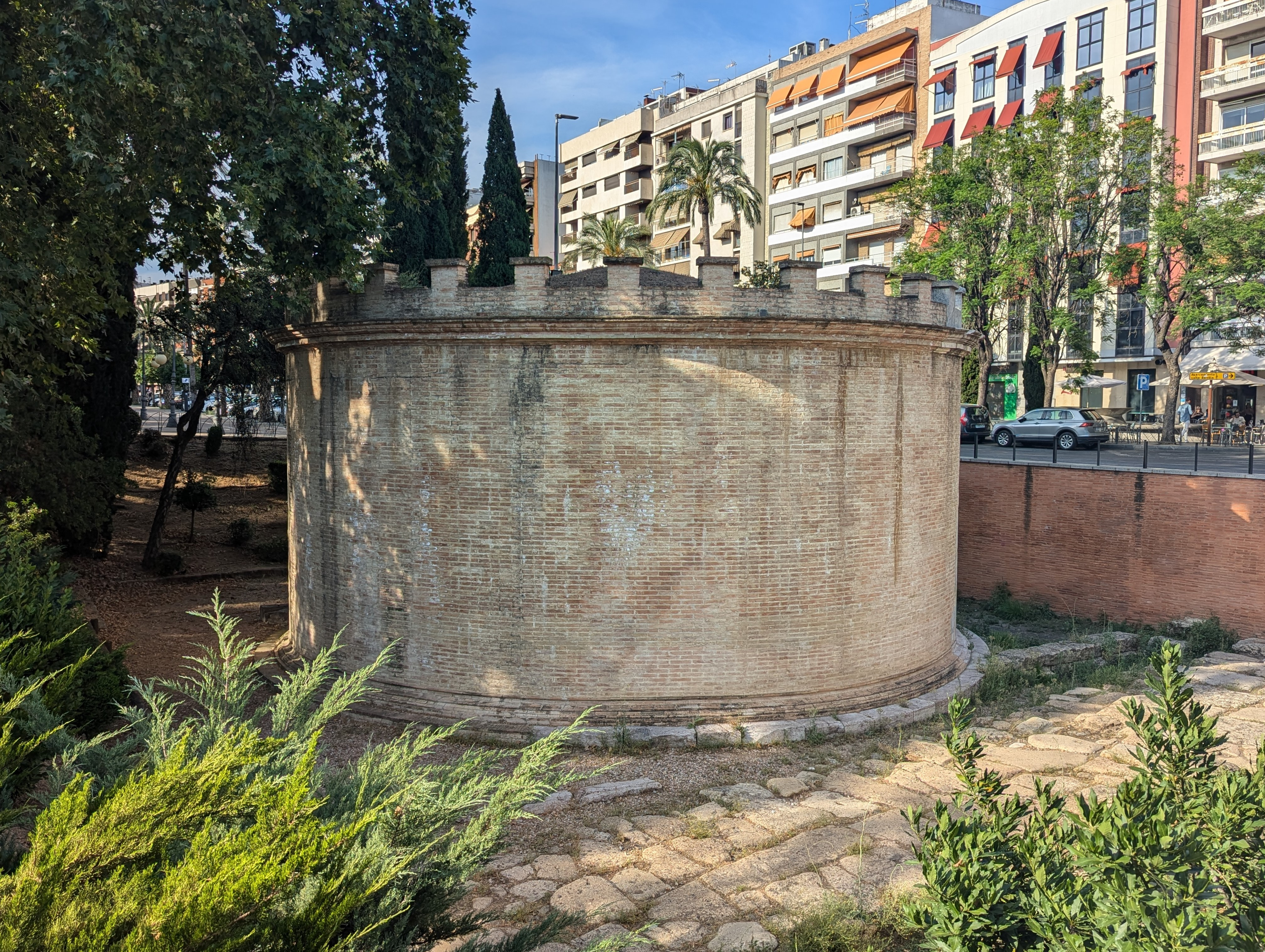
Uno de los mausoleos

Se trata de dos monumentos funerarios de forma cilíndrica de 13 metros de diámetro. Conserva la cámara funeraria que cobijaba la urna cineraria, así como restos del basamento, cornisas y pretil almenado.
Inusual en la península por su tipología, pudo haber sido diseñado por un arquitecto itálico tomando como referencia otros mausoleos de la capital imperial y de Italia. Debió pertenecer a una familia acomodada dadas sus dimensiones.
Este es un claro exponente de la ley romana de construir los enterramientos en las afueras de la ciudad a los lados de las vías de comunicación. Se hallan junto a lo que fue la Vía Augusta, que unía Corduba con Hispalis, y que salía de la ciudad por la puerta occidental o «Porta Principalis Sinistra» (antigua puerta de Gallegos), de la cual podemos observar restos originales del pavimento de la época en el conjunto arqueológico.